# Eunomia rubripunctata
Eunomia rubripunctata är en fjärilsart som beskrevs av Butler 1876. Eunomia rubripunctata ingår i släktet Eunomia och familjen björnspinnare. Inga underarter finns listade i Catalogue of Life.